# ゼロクーポンを買い戻せ
『ゼロクーポンを買い戻せ』 (ゼロクーポンをかいもどせ、英題: Zero Coupon) は、ポール・アードマン執筆の国際金融をテーマにした小説。1992年刊行。

## 概要
1980年代のアメリカに巻き起こったジャンクボンドを用いての企業買収 (LBO) ブームと凋落、マイケル・ミルケンやアイバン・ボウスキーらの逮捕劇などを背景に、その後の1990年代初頭を舞台とした金融・経済小説。当時のアメリカ金融界や政治・経済情勢などがリアルに描かれている。時代背景は映画『ウォール街』に近いが、作風やエンディングは全く異なる。
原作者のポール・アードマンは元銀行頭取も務めた金融の実務家で、登場する人名、事件名、企業名、金融商品などの多くは実在の物である。

## 主な登場人物
- ウィリアム・サクソン:
  - 主人公。通称ウィリー。元インベストメントバンカー（投資銀行を経営）。1980年代にはミルケンやボウスキーと肩を並べる大物だったが逮捕され、3年間投獄される。釈放後もアメリカ国内では投資銀行・証券業務は一切禁じられている。
- フランク・リッパー: ウィリーの相棒
- ダン・プレスコット: ウィリーの同業者
- ボビー・アマコスト: 企業弁護士でプレスコットの相棒
- シドニー・ラビッチュ: 通称シド、債券格付会社のCEO
- デニーズ・バン・バーチャム: サンフランシスコ社交界のボス、大富豪
- ベルナー・グッギ: リヒテンシュタインの企業弁護士
- ライオネル・レイサム: ロンドンの事務弁護士
- サラ・ジョーンズ: 英国国教会主教の娘で金鉱山会社社長の未亡人
- フレッド・フィッチ: ロケットサイエンティスト（金融工学に転向したSDIの元スタッフ）
- ウルス・バウアー: スイス人の為替・商品ディーラー

## あらすじ
詐欺と証券取引法違反容疑で服役を終えたウィリーは、再起を目指して新たなビジネスを起こす。手始めにサンフランシスコの中堅格付会社を手中にしたウィリーは、デリバティブ（金融派生商品）を扱う新しいタイプの金融機関、つまりヘッジファンドを起こす事を思い立つ。リヒテンシュタインに隠匿していた財産を元手に、方々の伝手で金融工学やプログラミング、ディーリングの優秀なスタッフを揃えて順調なスタートを切ったかに見えたが、デリバティブを扱うには資本が足らず、早晩行き詰まる事は明白だった。ウィリーは架空の地方ゼロクーポン債を発行する詐欺で過小資本の解消に成功。万事順調と思われたが、そのトリックをシドニー・ラビッチュに見破られてしまう。奇しくもドイツでは金融危機が発生し、通貨切下げが確実な情勢になっていた。ニセのゼロクーポンを買い戻しシドと決別する為、ウィリーはマルク相場に全てを賭ける事を決意する。

## 日本語版
1994年に新潮文庫から刊行。
- 翻訳:森英明、金融用語監修:寺澤芳男。ISBN 4102169040